# Alex Bowen (water-polo)
Pour les articles homonymes, voir Alex Bowen et Bowen.
Alexander Brant Bowen, dit Alex Bowen, est un joueur américain de water-polo né le 4 septembre 1993 à San Diego, en Californie. Il a remporté avec l'équipe des États-Unis la médaille de bronze du tournoi masculin aux Jeux olympiques d'été de 2024, organisés à Paris.